# Prata (Paraíba)
Prata é um município brasileiro localizado no Sertão do Cariri (Ocidental) Paraibano e naRegião Geográfica Imediata de Monteiro, estado da Paraíba. De acordo com o Instituto Brasileiro de Geografia e Estatística (IBGE), sua população em 2014 era estimada em 4 072 habitantes.

## História
Os primeiros habitantes a se fixarem no local onde se desenvolveu o Município foram Joaquim Monteiro, João Bezerra, Chico Tenório, Isabel, Vicente e Bento Aleixo. Seu território pertencia a Valentim Monteiro, doadas ao Patrimônio por seu herdeiro Manoel Lidroso, considerado o fundador da localidade. Origem do Topônimo: originou-se de uma fonte de águas límpidas, descoberta pela moradora Catarina Paz, que passou a chamá-la de Poço de Água de Prata.

## Emancipação
Logo antes de virar município a Prata pertencia ao município de Monteiro, Ananiano Ramos Galvão queria que a Prata passa-se a condição de município, então ele com apoio do Deputado Federal Plínio Lemos construíram um projeto que mais tarde virou a lei nº 1147, de 16 de fevereiro de 1955 na qual passava a Prata para condição de município do estado da Paraíba, porém o município só viria a ser instalado e independente político em 7 de janeiro de 1959.

## Geografia
O município está incluído na área geográfica de abrangência do semiárido brasileiro, definida pelo Ministério da Integração Nacional em 2005.  Esta delimitação tem como critérios o índice pluviométrico, o índice de aridez e o risco de seca.

### Clima
Dados do Departamento de Ciências Atmosféricas, da Universidade Federal de Campina Grande, mostram que Prata apresenta um clima com média pluviométrica anual de 746,3 mm e temperatura média anual de 23,2 °C.
| Dados climatológicos para Prata               | Dados climatológicos para Prata | Dados climatológicos para Prata | Dados climatológicos para Prata | Dados climatológicos para Prata | Dados climatológicos para Prata | Dados climatológicos para Prata | Dados climatológicos para Prata | Dados climatológicos para Prata | Dados climatológicos para Prata | Dados climatológicos para Prata | Dados climatológicos para Prata | Dados climatológicos para Prata | Dados climatológicos para Prata |
| Mês                                           | Jan                             | Fev                             | Mar                             | Abr                             | Mai                             | Jun                             | Jul                             | Ago                             | Set                             | Out                             | Nov                             | Dez                             | Ano                             |
| --------------------------------------------- | ------------------------------- | ------------------------------- | ------------------------------- | ------------------------------- | ------------------------------- | ------------------------------- | ------------------------------- | ------------------------------- | ------------------------------- | ------------------------------- | ------------------------------- | ------------------------------- | ------------------------------- |
| Temperatura máxima média (°C)                 | 32,0                            | 31,3                            | 30,6                            | 30,0                            | 28,6                            | 27,5                            | 27,4                            | 28,8                            | 30,4                            | 32,1                            | 32,7                            | 32,7                            | 30,3                            |
| Temperatura média (°C)                        | 24,6                            | 24,2                            | 23,8                            | 23,5                            | 22,7                            | 21,6                            | 21,2                            | 21,5                            | 22,7                            | 23,9                            | 24,5                            | 24,7                            | 23,2                            |
| Temperatura mínima média (°C)                 | 20,0                            | 19,9                            | 19,8                            | 19,6                            | 18,9                            | 17,9                            | 17,0                            | 17,0                            | 18,1                            | 18,9                            | 19,5                            | 20,0                            | 18,9                            |
| Precipitação (mm)                             | 52,8                            | 123,8                           | 190,3                           | 164,2                           | 73,6                            | 39,8                            | 36,3                            | 13,7                            | 5,9                             | 5,8                             | 11,9                            | 26,5                            | 746,3                           |
| Fonte: Departamento de Ciências Atmosféricas. |                                 |                                 |                                 |                                 |                                 |                                 |                                 |                                 |                                 |                                 |                                 |                                 |                                 |

## Comunicação

### Canais de televisão
- 11(VHF) - TV Tambaú (SBT)[12]
- 13(VHF)- TV Paraíba (Rede Globo)[12]

### Emissoras de rádio
- Prata-FM (87,9 MHZ)[13]

### Telefonia
- Móvel (2G,3G,4G)[14] - TIM